# Mistrzostwa NCAA Division II w Zapasach w 2014
Mistrzostwa NCAA Division II w zapasach w 2014 roku rozegrane zostały w Cleveland w dniach 14–15 marca. Zawody odbyły się na terenie Public Hall.
- Outstanding Wrestler – Casy Rowell

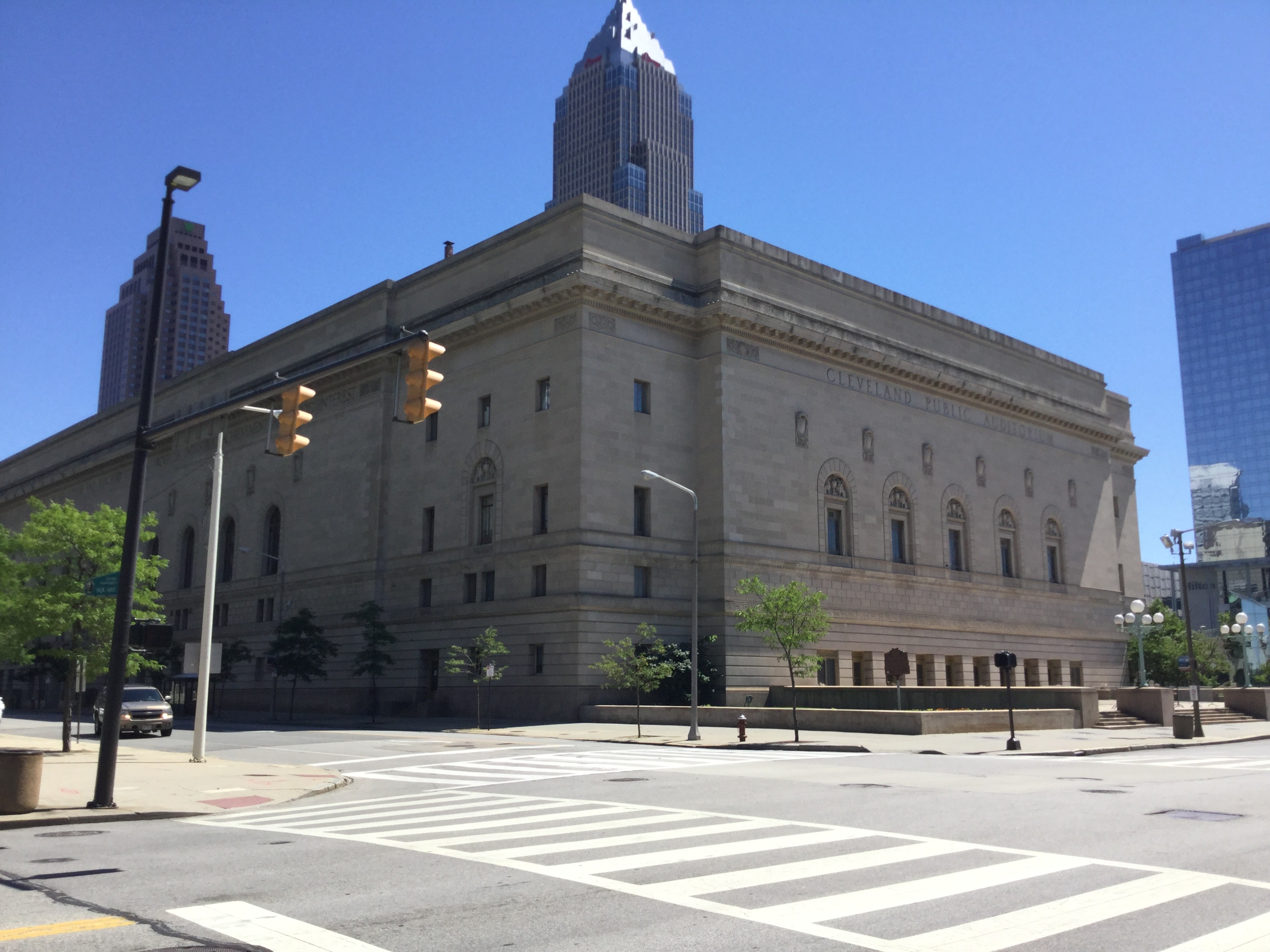

Punkty zdobyło 35 drużyn.

## Wyniki

### Drużynowo
| Kolejność | Szkoła                            | Zespół     |
| --------- | --------------------------------- | ---------- |
| 1.        | Notre Dame College                | Falcons    |
| 2.        | University of Nebraska at Kearney | Lopers     |
| 3.        | Maryville University              | Saints     |
| 4.        | Ouachita Baptist University       | Tigers     |
| 5.        | University of Central Oklahoma    | Bronchos   |
| 6.        | St. Cloud State University        | Huskies    |
| 7.        | Lindenwood University             | Lindenwood |
| 8.        | University of Indianapolis        | Greyhounds |

### All American

#### 125 lb
| Lp. | Zawodnik      | Szkoła                  |
| --- | ------------- | ----------------------- |
| 1.  | Ben Sergent   | Findlay                 |
| 2.  | TJ North      | Augustana               |
| 3.  | Dave Fogle    | Pittsburgh at Johnstown |
| 4.  | Matthew Turek | Gannon                  |
| 5.  | Bryden Lazaro | California Baptist      |
| 6.  | Marco Tamayo  | Lindenwood              |
| 7.  | Alex Johns    | Indianapolis            |
| 8.  | Garrett Evans | Ouachita Baptist        |

#### 133 lb
| Lp. | Zawodnik         | Szkoła              |
| --- | ---------------- | ------------------- |
| 1.  | Casy Rowell      | Central Oklahoma    |
| 2.  | Daniel DeShazer  | Kearney             |
| 3.  | Michael Labry    | Ashland             |
| 4.  | Dustin Stodola   | Chadron State       |
| 5.  | Brenden Murphy   | McKendree           |
| 6.  | Evan Yenolevich  | Kutztown            |
| 7.  | Nathan Rodriguez | Ouachita Baptist    |
| 8.  | Isaiah Hurtado   | San Francisco State |

#### 141 lb
| Lp. | Zawodnik        | Szkoła             |
| --- | --------------- | ------------------ |
| 1.  | Daniel Ownbey   | UNC Pembroke       |
| 2.  | Joshua Myers    | Ouachita Baptist   |
| 3.  | Dylan D’Urso    | Mercyhurst         |
| 4.  | Charles Napier  | Fort Hays State    |
| 5.  | Bradford Gerl   | California Baptist |
| 6.  | BJ Young        | Newberry           |
| 7.  | Darick Lapaglia | Maryville          |
| 8.  | Kyle Webb       | Lindenwood         |

#### 149 lb
| Lp. | Zawodnik         | Szkoła           |
| --- | ---------------- | ---------------- |
| 1.  | Frank Cagnina    | Central Missouri |
| 2.  | Edwin Cooper     | Upper Iowa       |
| 3.  | Terrel Wilbourn  | Lindenwood       |
| 4.  | Jay Hildreth     | St. Cloud State  |
| 5.  | James Martinez   | Colorado Mesa    |
| 6.  | Cameryn Brady    | Indianapolis     |
| 7.  | Kyle Williams    | McKendree        |
| 8.  | Jeremy Landowski | Mercyhurst       |

#### 157 lb
| Lp. | Zawodnik       | Szkoła                |
| --- | -------------- | --------------------- |
| 1.  | Jonatan Rivera | Notre Dame            |
| 2.  | Cory Dauphin   | Central Oklahoma      |
| 3.  | Clint Poster   | St. Cloud State       |
| 4.  | Justin Pencook | UNC Pembroke          |
| 5.  | Zak Vargo      | Lake Erie             |
| 6.  | Ray Hall       | Colorado State–Pueblo |
| 7.  | Bobby Williams | Ouachita Baptist      |
| 8.  | Derrick Weller | Lindenwood            |

#### 165 lb
| Lp. | Zawodnik          | Szkoła           |
| --- | ----------------- | ---------------- |
| 1.  | Eric Burgey       | Notre Dame       |
| 2.  | Chris Watson      | Central Oklahoma |
| 3.  | Jeff Weiss        | Indianapolis     |
| 4.  | Nicolas Haferkamp | McKendree        |
| 5.  | Dimitri Willis    | Maryville        |
| 6.  | Brock Smith       | Kearney          |
| 7.  | Gabe Fogarty      | St. Cloud State  |
| 8.  | Ty Loethen        | Central Missouri |

#### 174 lb
| Lp. | Zawodnik         | Szkoła                |
| --- | ---------------- | --------------------- |
| 1.  | Joey Davis       | Notre Dame            |
| 2.  | Adam Walters     | Findlay               |
| 3.  | Patrick Martínez | Kearney               |
| 4.  | Elliot Copeland  | Western Colorado      |
| 5.  | Chester Granard  | Colorado Mesa         |
| 6.  | Zeb Wahle        | Maryville             |
| 7.  | Trevor Grant     | Colorado State–Pueblo |
| 8.  | Blaze Shade      | UNC Pembroke          |

#### 184 lb
| Lp. | Zawodnik           | Szkoła                  |
| --- | ------------------ | ----------------------- |
| 1.  | Garrett Lineberger | Notre Dame              |
| 2.  | Travis McKillop    | Pittsburgh at Johnstown |
| 3.  | Dallas Smith       | Ouachita Baptist        |
| 4.  | Nick Burghardt     | Maryville               |
| 5.  | Kyle Piatt         | Western Colorado        |
| 6.  | Jared Holliday     | Newberry                |
| 7.  | Mark Fiala         | Kearney                 |
| 8.  | Bryson Hall        | Ashland                 |

#### 197 lb
| Lp. | Zawodnik         | Szkoła                  |
| --- | ---------------- | ----------------------- |
| 1.  | Romero Cotton    | Kearney                 |
| 2.  | Julian Smith     | McKendree               |
| 3.  | Carl Broghammer  | Upper Iowa              |
| 4.  | Brandonn Johnson | Notre Dame              |
| 5.  | Joseph Brandt    | Ashland                 |
| 6.  | Tanner Kriss     | Fort Hays State         |
| 7.  | Zachary Bennett  | Pittsburgh at Johnstown |
| 8.  | Evan Rosborough  | Lake Erie               |

#### 285 lb
| Lp. | Zawodnik       | Szkoła                  |
| --- | -------------- | ----------------------- |
| 1.  | Ziad Haddad    | Kutztown                |
| 2.  | Jacob Mitchell | California Baptist      |
| 3.  | Steve Butler   | Lindenwood              |
| 4.  | Donnell Walker | Maryville               |
| 5.  | Evan Wooding   | Indianapolis            |
| 6.  | Austin Goergen | St. Cloud State         |
| 7.  | Josh Duplin    | Pittsburgh at Johnstown |
| 8.  | Matt Wade      | Newberry                |